# Göran Lennmarker
Rolf Göran Lennmarker (ur. 7 grudnia 1943 w Norbergu) – szwedzki polityk, deputowany do Riksdagu.

## Życiorys
W latach 1965–1966 był przewodniczącym studenckiej organizacji Föreningen Heimdal. Pracował zawodowo na stanowiskach menedżerskich. Zaangażował się w działalność polityczną w ramach Umiarkowanej Partii Koalicyjnej. W 1991 po raz pierwszy uzyskał mandat posła do Riksdagu. Z powodzeniem ubiegał się o reelekcję w 1994, 1998, 2002 i 2006, zasiadając w szwedzkim parlamencie do 2010. Był m.in. członkiem Konwentu Europejskiego, przewodniczącym komisji spraw zagranicznych (2006–2010) oraz przewodniczącym Zgromadzenia Parlamentarnego Organizacji Bezpieczeństwa i Współpracy w Europie (2006–2008).
W 2010 powierzono mu funkcję przewodniczącego rady zarządzającej międzynarodowego instytutu SIPRI, którą pełnił do 2014. Objął również kierownictwo fundacji Jarl Hjalmarsonstiftelsen.